# فرديناند الأول ملك رومانيا
فرديناند الأول (24 أغسطس 1865 - 20 يوليو 1927) ، ملك رومانيا من 10 أكتوبر 1914 حتى وفاته .